# Nixa Records
Nixa Records was een Engelse platenmaatschappij, in 1950 opgericht door F.H.B. Nixon. Na Decca was het de tweede maatschappij die in het land lp's uitbracht.

## Geschiedenis
In 1953 werd het label voor een deel verworven door Pye Radio Company. In 1955 kocht Pye Polygon Records, een label dat onder meer opgericht was door de vader van Petula Clark, waarna Nixa Records en Polygon Records samengingen onder de naam Pye Nixa Records. Dit label kwam in de loop der jaren in handen van Associated Television Network.
Nixa Records was opgericht om platen uit de catalogus van Compagnie Général du Disque in het Gemenebest van Naties-landen uit te brengen. Onder de uitgebrachte artiesten waren Dany Dauberson, André Claveau en cabaret-artiesten en jazz-musici. De schellak-platen werden door Decca geperst. Later verwierf Nixa licenties van verschillende Amerikaanse klassieke labels, zoals Period Records, Concert Hall Records, Haydn Society en Vanguard Records. Ook maakte het zelf opnames in Engeland. Belangrijkste artiest na 1955 was Petula Clark, die voor het label enkele Engels- en Franstalige top 10-hits scoorde.
In 1987 werd de naam Nixa opnieuw geïntroduceerd als een klassieke muziek-imprint van PRT Records.